# Albignac
Albignac é uma comuna francesa na região administrativa da Nova Aquitânia, no departamento de Corrèze. Estende-se por uma área de 9.74 km². Em 2010 a comuna tinha 256 habitantes (densidade: 26,3 hab./km²).